# Bannière de Hure
Pour les articles homonymes, voir Hure.
La bannière de Hure (库伦旗 ; pinyin : Kùlún Qí) est une subdivision administrative de la région autonome de Mongolie-Intérieure en Chine. Elle est placée sous la juridiction de la ville-préfecture de Tongliao.

## Démographie
La population de la bannière était de 174 955 habitants en 1999.